# 小行星16107
小行星16107（16107 Chanmugam）是一颗绕太阳运转的小行星，为主小行星带小行星。该小行星于1999年11月27日发现。

## 轨道参数
小行星16107的轨道半长轴为2.7255827 UA，离心率为0.045。